# Cratere Kamloops
Kamloops  è un cratere sulla superficie di Marte.